# Куницын, Николай Михайлович
Куницын Николай Михайлович — ректор Сибирского металлургического института.

## Биография
Родился в апреле 1908 года в селе Черниговка Приморской области. С 1929 по 1930 годы работал на машиностроительном заводее в городее Томск. С 1930 по 1936 годы учился в ТПУ, далее в Сибирском металлургическом институте на специальности «Сварочное производство». С 1936 работает в Сибирском институте металлов, затем в СМИ. Сконструировал газовый резак, позволяющий проводить резку толстых сляб танковой брони. Работал деканом технологического факультета. В 1945 г. награждён медалью «За доблестный труд в Великой Отечественной войне 1941—1945 гг.». В 1951 году защитил кандидатскую диссертацию . Работал на механическом факультете. С 1952 по 1961 годы возглавлял Сибирский металлургический институт. .За время его ректорства началось строительство новых корпусов. Лауреат Сталинской премии за выдающиеся изобретения и коренные усовершенствования методов работы за 1951 годы. С 1952 по 1961 г. — директор СМИ. В 1961 г. переведен в Казахский педагогический институт, а затем в Казахский металлургический институт. Хобби -игра на геликоне.